# Cónclave de 1334
El cónclave papal de 1334 fue la segunda elección papal llevada a cabo durante el llamado Papado de Aviñón. Concluyó en la elección de Benedicto XII para suceder al fallecido Juan XXII.

## La muerte de Juan XXII
El Papa Juan XXII murió el 4 de diciembre de 1334, después de un reinado inesperadamente largo, 18 años de pontificado. Él ha pasado a la historia bajo el signo de la estabilización de la Santa Sede en el papado de Aviñón, además de un fortalecimiento de la influencia francesa en la curia papal. Sólo al final de su vida, Juan XXII, preocupado por el caos, la profundización en Italia, y la amenaza a la autoridad de la Iglesia en aquellas partes, comenzó a pensar en volver a Roma, lo que terminó en la oposición de la mayoría de los cardenales.

## Lista de participantes
El cónclave contó con la participación de los 24 cardenales que componían el Colegio cardenalicio, entre ellos 16 franceses, 7 italianos y 1 español:
- Guillaume Pierre Godin, decano del Colegio Cardenalicio.
- Pierre Desprès, O.P., sub-decano del Colegio cardenalicio y vicecanciller de la Santa Sede.
- Bertrand du Pouget
- Gauscelin de Jean, gran penitenciario.
- Jean-Raymond de Comminges
- Annibaldo di Ceccano
- Jacques Fournier, O.Cist., elegido Benedicto XII.
- Raymond de Mostuejouls
- Pierre de Montemart
- Pierre des Chappes
- Matteo Orsini di Monte Giordano, O.P.
- Pedro Gómez de Barroso, camarlengo del Colegio Cardenalicio.
- Imbert Dupuis
- Hélie de Talleyrand-Périgord
- Pierre Bertrand d'Annonay
- Napoleone Orsini Frangipani, protodiácono y arcipreste de la Basílica Vaticana.
- Giacomo Caetani Stefaneschi
- Luca Fieschi
- Raymond Guillaume des Farges
- Bertrand de Montfavez, arcipreste de la Basílica Laterana.
- Gaillard de la Mothe
- Gian Gaetano Orsini
- Arnaldo de Vía
- Giovanni Colonna, arcipreste de la Basílica Liberiana.

Juan XXII nombró 19 de los cardenales, 2 fueron nombrados por Clemente V, 2 por Bonifacio VIII, y sólo 1 quedaba de los creados por Nicolás IV.

## Divisiones del Colegio de Cardenales
El Colegio cardenalicio se dividió en dos facciones nacionalistas:
- La francesa: encabezada por el cardenal Hélie de Talleyrand-Périgord, quien abogó por permanecer en Aviñón. Su posición estaba adherida por dos tercios de los cardenales, lo que significaba que podría empujar a su voluntad al resto del Sacro Colegio.
- La italiana: en torno al cardenal Giovanni Colonna, que quería volver tan pronto fuera posible a Roma.

Se tenía como uno de los papables fuertes al cardenal francés Jean-Raymond de Comminges, obispo de Porto e Santa Rufina.

## El curso del cónclave y la elección de Benedicto XII

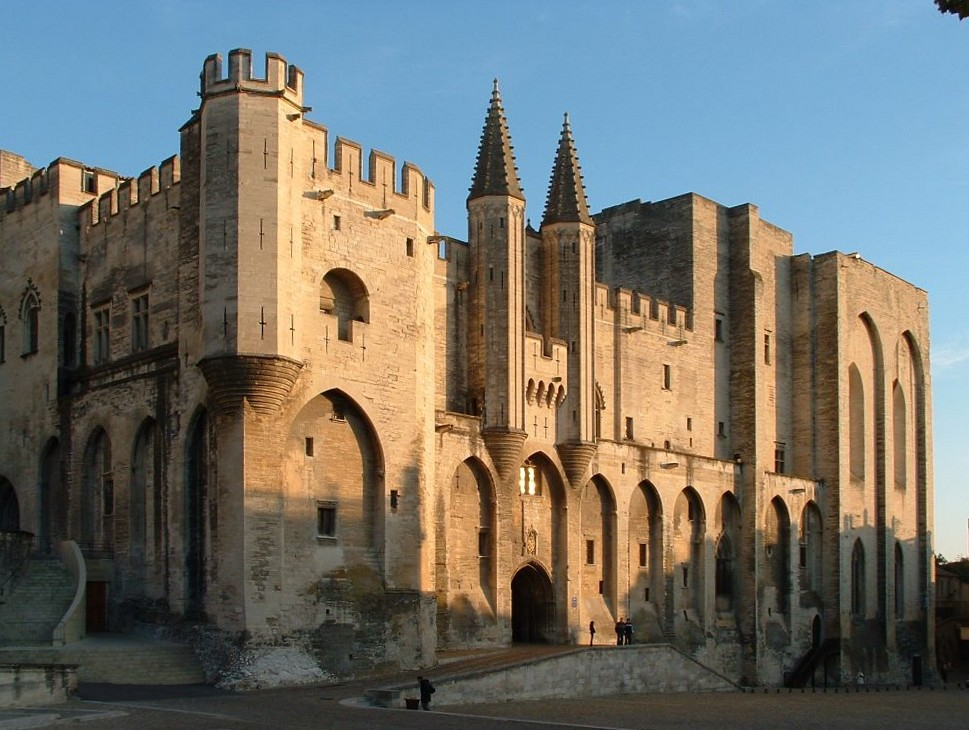
Palacio Papal de Aviñón.

El cónclave comenzó el 13 de diciembre, pero en los primeros siete días no se había realizado escrutinios. En ese momento, los cardenales franceses trataron de obtener de su candidato De Cominges la declaración  solemne de que no tenían la intención de salir de Aviñón. De Cominges, sin embargo, se negó sistemáticamente a hacer tal declaración, de modo que llegó el 20 de diciembre, finalmente comenzaron a votar, sus partidarios votaron por el cardenal Jacques Fournier (no considerado papable) en lugar de él. Al parecer, los cardenales franceses lo hicieron sólo con la intención de ejercer presión sobre el obispo de Porto e Santa Rufina, sin tener el objetivo alguno de elegir a Fournier. Sin embargo, después de la revisión de las votaciones se vio que inesperadamente Fournier recibió un número suficiente de votos y fue elegido Papa.
Su elección fue totalmente sorprendente por ese rápido giro de los acontecimientos (terminando los electores siendo llamados "asnos"). Aceptó la elección bajo el nombre de Benedicto XII. El nuevo Papa fue coronado solemnemente el 8 de enero de 1335 en el convento de los dominicos por el cardenal Napoleone Orsini Frangipani, protodiácono de S. Adriano.

## Sitios Externos
- Historia Vaticana
- Los Cardenales de la Santa Iglesia Romana: cónclave papal de 1334
- La Enciclopedia Católica: Benedicto XII

- Datos: Q4582671